# Moechotypa nigricollis
Moechotypa nigricollis là một loài bọ cánh cứng trong họ Cerambycidae.